# شهرستان ادبابا
شهرستان ادبابا (به عربی: محلیة الضبعة) یک منطقهٔ مسکونی در سودان است که در شمالیه واقع شده‌است.